# Iryna Kindzerska
Iryna Kindzerska (née le 13 juin 1991 dans l'Oblast de Khmelnytsky en Ukraine) est une judokate azerbaïdjanaise concourrant dans la catégorie des plus de 78 kg. Elle est détentrice d'une médaille mondiale, le bronze en 2017, et de trois médailles continentales (une médaille d'argent aux championnats d'Europe de 2020 et deux médailles de bronze aux championnats d'Europe de 2013 et aux Jeux européens de 2019).

## Palmarès

### Compétitions internationales
| Année | Compétition           | Lieu     | Résultat | Catégorie     |
| ----- | --------------------- | -------- | -------- | ------------- |
| 2013  | Championnats d'Europe | Budapest | 3e       | Plus de 78 kg |
| 2017  | Championnats du monde | Budapest | 3e       | Plus de 78 kg |
| 2019  | Jeux européens        | Minsk    | 3e       | Plus de 78 kg |
| 2020  | Championnats d'Europe | Prague   | 2e       | Plus de 78 kg |

### Tournois Grand Chelem et Grand Prix
| Année | Compétition             | Lieu       | Résultat | Catégorie     |
| ----- | ----------------------- | ---------- | -------- | ------------- |
| 2011  | Grand Prix de Bakou     | Bakou      | 3e       | Plus de 78 kg |
| 2011  | Grand Prix Abu Dhabi    | Abu Dhabi  | 3e       | Plus de 78 kg |
| 2014  | Grand Prix d'Astana     | Astana     | 2e       | Plus de 78 kg |
| 2014  | Grand Prix de Tashkent  | Tashkent   | 2e       | Plus de 78 kg |
| 2014  | Grand Prix de Jeju      | Jeju       | 3e       | Plus de 78 kg |
| 2015  | Tournoi de Paris        | Paris      | 3e       | Plus de 78 kg |
| 2015  | Grand Prix de Jeju      | Jeju       | 3e       | Plus de 78 kg |
| 2015  | Grand Slam de Tokyo     | Tokyo      | 3e       | Plus de 78 kg |
| 2016  | Grand Prix de Budapest  | Budapest   | 3e       | Plus de 78 kg |
| 2017  | Grand Prix Düsseldorf   | Düsseldorf | 1re      | Plus de 78 kg |
| 2018  | Grand Slam de Paris     | Paris      | 2e       | Plus de 98 kg |
| 2018  | Grand Slam Düsseldorf   | Düsseldorf | 3e       | Plus de 78 kg |
| 2019  | Grand Slam de Paris     | Paris      | 2e       | Plus de 78 kg |
| 2019  | Grand Slam Düsseldorf   | Düsseldorf | 3e       | Plus de 78 kg |
| 2019  | Grand Prix Antalya      | Antalya    | 1re      | Plus de 78 kg |
| 2019  | Grand Slam Bakou        | Bakou      | 3e       | Plus de 78 kg |
| 2019  | Grand Prix Zagreb       | Zagreb     | 3e       | Plus de 78 kg |
| 2019  | Masters mondial de judo | Qingdao    | 2e       | Plus de 78 kg |
| 2020  | Grand Slam Düsseldorf   | Düsseldorf | 2e       | Plus de 78 kg |
| 2021  | Masters mondial de judo | Doha       | 2e       | Plus de 78 kg |